# 梅朗维耶勒
梅朗维耶尔（法語：Mérenvielle）是法国上加龙省的一个市镇，属于图卢兹区（Toulouse）莱盖万县（Léguevin）。该市镇总面积10.45平方公里，2009年时的人口为476人。

## 人口
梅朗维耶尔人口变化图示